# Contrato psicológico
Contrato psicológico é o fenômeno psicossocial que ocorre sempre que se constroem vínculos não formais, envolvendo a satisfação de necessidades de duas ou mais partes. Este termo começou a ser alvo de estudo por Argyris , em 1960, para explicar as relações de empregado e empregador mas suas particularidades só passaram  a ser profundamente analisadas  por volta da década de 90 por Rousseau criando uma nova linha de pensamento para novos estudos.

## Estudos e definições de contrato psicológico
Em 1960 Argyris identifica em seus estudos sobre relações entre empregado e empregador, a existência de um fenômeno, do qual chamou de Contrato Psicológico, que estava baseado em pilares de mutualidade e expectativas. Neste ponto “expectativas” eram entendidas como um conjunto de crenças momentâneas, algo particular em que o indivíduo acreditava e não necessariamente havia reciprocidade pela outra parte. Este pensamento começou a ser melhor trabalhado em 1989 por Rousseau, que diz que para haver um contrato psicológico precisa haver reciprocidade, e a ideia de promessas como um comprometimento de fazer algo. A partir deste momento os pilares de um contrato psicológico passam a ser o caráter promissório e foco no nível individual.
Citações de principais autores
Para Argyris (1960) - mutualidade e expectativas 
“Na medida em que os gestores percebem que os empregados tenderão a produzir de forma ótima sob liderança passiva, e desde que os empregados concordem, é possível que a relação entre gestores e empregados possa ser chamada de contrato psicológico. O empregado manterá alta produção, baixo ressentimento etc., se o gestor garantir e respeitar as normas da cultura informal dos empregados. Isto é precisamente o que os empregados precisam" (ARGYRIS, 1960, p.97).
Rosseau (1989) - caráter promissório e foco no nível individual
"o termo contrato psicológico refere-se a uma crença individual independentemente dos termos e condições de um acordo de troca recíproco entre a pessoa focal e a outra parte. A questão-chave aqui inclui a crença de que uma promessa foi feita e uma contrapartida oferecida em troca, ligando as partes a alguns conjuntos de obrigações recíprocas". (ROSSEAU, 1989, p.123)
Robinson e Rousseu (1994, p. 246): 
"Nota-se que são crenças ou percepções relativas a promessas ou aceitação. Cada uma das partes considera que ambas as partes fizeram promessas e que ambas as partes aceitaram as mesmas condições contratuais. Contudo, isso não significa que ambas as partes necessariamente compartilham de um mesmo entendimento das cláusulas contratuais. Cada uma das partes só acredita que partilham da mesma interpretação do contrato"

## O uso do contrato psicológico
Este termo é comumente usado no estudo do comportamento organizacional para explicar, o conjunto de expectativas e/ou promessas entre o indivíduo e a organização que nunca foram formalmente escritas  ou até mesmo ditas. Trata-se, no entanto, do que se espera, de forma subjetiva, de ambas as partes. Exemplos:
O empregador espera do empregado: lealdade, empenho que pode ir para além do exercício estrito das funções que lhe são atribuídas, Identificação com os valores organizacionais.
O empregado espera do empregador: Remuneração com justiça o bom desempenho, dar formação adequada às funções atribuídas, providenciar ajuda em momentos difíceis.

## Tipos de contratos psicológicos
- Curto prazo

Transicional:  Há uma desconfiança mútua devido ao cenário de transição. O empregador não passa todas as informações que deveria passar aos funcionários, e os funcionários têm incertezas quanto sua participação na empresa.
Transacional : foco no desempenho, onde a troca de benefícios e a duração da relação empregado empresa se prende predominantemente por fatores econômicos.
Longo prazo
Relacional : Neste tipo de contrato há laços entre empregado e empregador, gerando um maior sentimento de confiança.
Equilibrado: Tem este nome pois é resultante de características do contrato relacional com o contrato transacional. Assim, há a lealdade esperada no primeiro as recompensas têm um olhar mais econômico, e dá-se de acordo como desempenho.

## Quebra do contrato
Habitualmente quando há a quebra de qualquer tipo de contrato há consequências. Assim também acontece com o contrato psicológico, que a consequência por parte do empregador ao perceber que o contrato não está sendo seguido, é rotatividade. Por parte do empregado pode haver a perda da confiança na organização, possíveis negligências e uma saída voluntária da organização.